# Sydney
Sydney (wym. [ˈsɪdni]) – miasto w Australii położone nad Pacyfikiem, stolica stanu Nowa Południowa Walia. Jest największym miastem Australii i Oceanii z liczbą ludności wynoszącą 5,45 mln mieszkańców, mieszka w nim 20,8% populacji państwa. Założone w 1788 roku jako pierwsze australijskie miasto, obecnie jest znaczącym centrum finansowym, handlowym, transportowym, kulturalnym i turystycznym, mając status metropolii o znaczeniu globalnym. Metropolia jest także dużym węzłem komunikacyjnym z największym międzynarodowym lotniskiem w Australii, które obsłużyło ponad 44,4 miliona pasażerów w 2019 roku, i rozbudowaną siecią drogową i kolejową. Położone jest na wschodnim wybrzeżu nad Oceanem Spokojnym.
Sydney od lat znajduje się w pierwszej dziesiątce miast na świecie w zakresie jakości życia. Sydney skupia wiele zagranicznych banków i korporacji międzynarodowych, a samo miasto jest promowane jako jeden z największych hubów finansowych w regionie Azji i Pacyfiku. Znajdują się tu trzy obiekty z listy światowego dziedzictwa UNESCO.
W Sydney odbyły się Letnie Igrzyska Olimpijskie 2000.
Liczba przestępstw w Sydney jest niska, na podstawie rankingu Safe Cities Index 2019, Sydney jest piątym najbezpieczniejszym miastem na świecie.

## Geografia

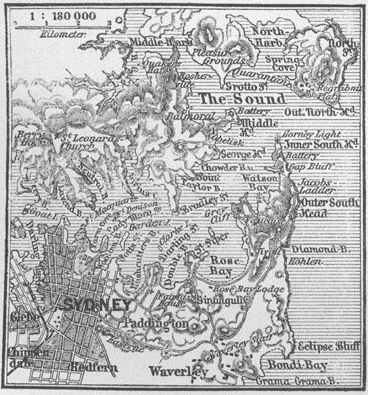
Mapa miasta z 1888 r.

### Położenie geograficzne
Miasto położone jest pomiędzy Pacyfikiem na wschodzie i Górami Błękitnymi (ang. Blue Mountains) na zachodzie. Zatoka Port Jackson w Sydney jest największym na świecie naturalnym portem o powierzchni 55 km². Jest ona zalaną przez ocean doliną rzeczną głęboko wciętą w piaskowcowe podłoże. W samym mieście jest ponad 70 plaż, włączając w to słynną plażę Bondi. W granicach znajduje się także kilka parków narodowych. Metropolia zajmuje 12 368 km² i liczy 5,3 miliona mieszkańców (2019). Zalicza się do największych powierzchniowo obszarów miejskich.

### Podział administracyjny

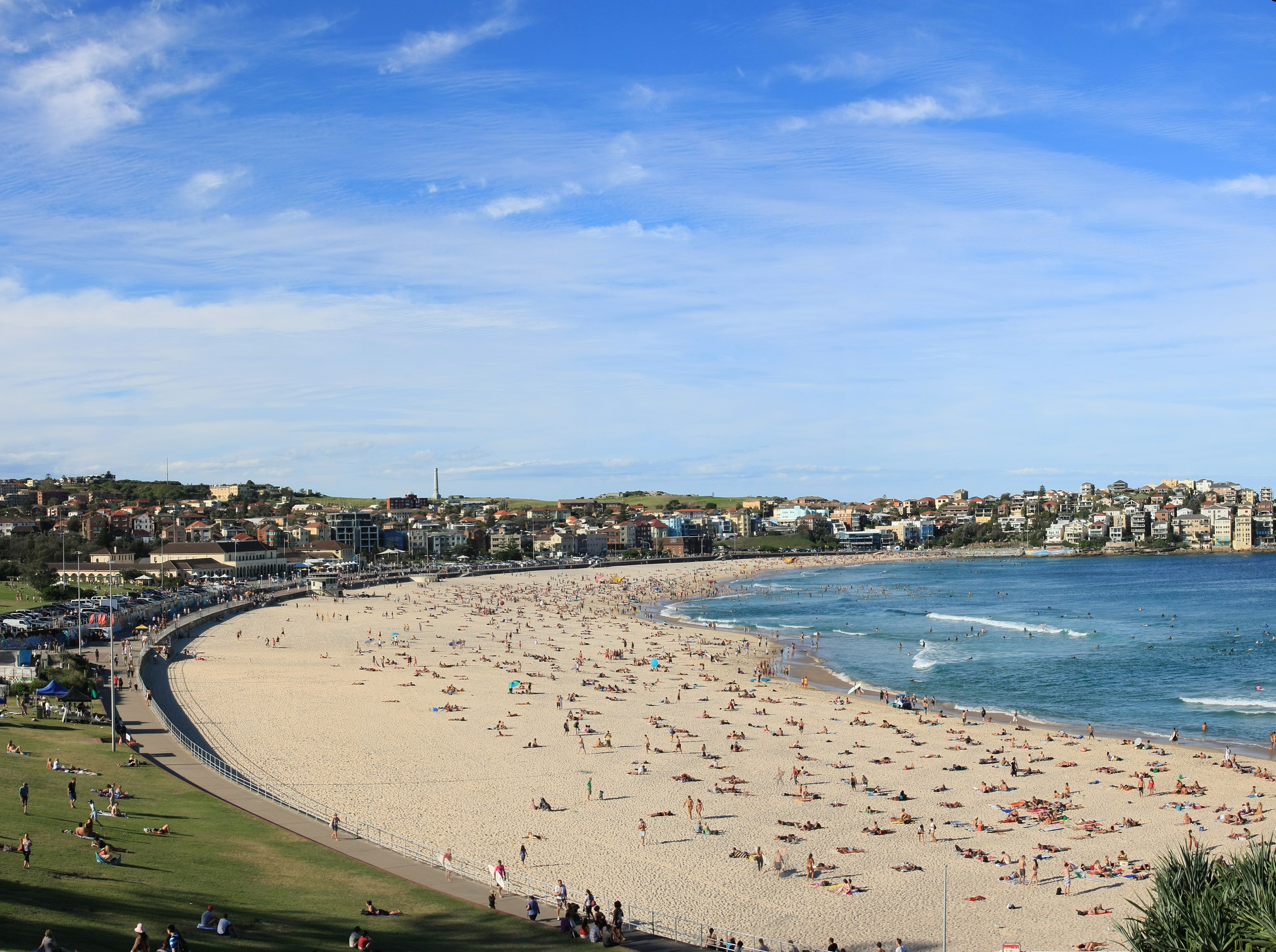
Plaża Bondi

Podobnie jak wszystkie wielkie miasta Australii, Sydney jako całość nie posiada osobowości prawnej. Sydney zostało określone przez Australijski Urząd Statystyczny jako obszar statystyczny tzw. „Greater Capital City Statistical Area” (GCCSA), czasami nazywany również „Greater Sydney”. Złożony jest z 38 samorządów lokalnych, model administracyjny jest zbliżony do Greater London potocznie nazywanym Londynem (składający się z 33 samorządów). Główny samorząd: City of Sydney, obejmuje ścisłe centrum, liczące ok. 208 tysięcy mieszkańców. Szef władz wykonawczych tej jednostki nosi tytuł Lorda Burmistrza Sydney, nie ma jednak żadnych kompetencji na terenie pozostałych 37 obszarów. Instytucje o znaczeniu ogólnomiejskim są podporządkowane bezpośrednio władzom stanowym Nowej Południowej Walii.
Samorządy znajdujące się na obszarze statystycznie określanym jako Sydney to: Gmina Ashfield, Auburn, City of Bankstown, City of Blacktown, City of Botany Bay, Burwood, Camden, City of Campbelltown, City of Canada Bay, City of Canterbury, City of Fairfield, Hrabstwo The Hills, City of Holroyd, Hrabstwo Hornsby, Gmina Hunter’s Hill, City of Hurstville, Gmina Kogarah, Ku-ring-gai, Gmina Lane Cove, Gmina Leichhardt, City of Liverpool, Manly, Marrickville, Gmina Mosman, North Sydney, City of Parramatta, City of Penrith, Pittwater, City of Randwick, City of Rockdale, City of Ryde, Gmina Strathfield, Hrabstwo Sutherland, City of Sydney, Warringah, Waverley, City of Willoughby i Gmina Woollahra.

### Klimat
Sydney leży w strefie klimatu subtropikalnego, z 9-miesięcznym okresem z letnimi temperaturami. Średnia temperatura roczna wynosi 22,5 °C w ciągu dnia i 14,5 °C w nocy. W okolicach centrum, najchłodniejszym miesiącem jest lipiec ze średnią temperaturą ponad 17 °C w dzień i 8 °C w nocy. Najcieplejszymi miesiącami są styczeń i luty ze średnią temperaturą 27 °C w dzień i 19–20 °C w nocy. Średnia opadów jest zależna od dzielnicy, wynosi w skali roku od ok. 700 mm na zachodnich obrzeżach do 1250 milimetrów na samym wybrzeżu.
| Miesiąc | Sty  | Lut  | Mar  | Kwi  | Maj  | Cze  | Lip  | Sie  | Wrz  | Paź  | Lis  | Gru  | Roczna |
| --- | ---- | ---- | ---- | ---- | ---- | ---- | ---- | ---- | ---- | ---- | ---- | ---- | ------ |
| Średnie temperatury w dzień [°C]                                                                                          | 27,0 | 26,8 | 25,7 | 23,6 | 20,9 | 18,2 | 17,9 | 19,3 | 21,6 | 23,2 | 24,2 | 25,7 | 22,8   |
| Średnie dobowe temperatury [°C]                                                                                           | 23,5 | 23,4 | 22,1 | 19,5 | 16,6 | 14,1 | 13,4 | 14,5 | 17,0 | 18,9 | 20,4 | 22,1 | 18,8   |
| Średnie temperatury w nocy [°C]                                                                                           | 20,0 | 19,9 | 18,4 | 15,3 | 12,3 | 10,0 | 8,9  | 9,7  | 12,3 | 14,6 | 16,6 | 18,4 | 14,7   |
| Opady [mm] | 91,1 | 132  | 118  | 114  | 100  | 145  | 76,8 | 75,4 | 63,4 | 67,7 | 90,6 | 73,0 | 1148   |
| Średnia liczba dni z opadami                                                                                              | 12,3 | 13,0 | 14,5 | 11,0 | 10,5 | 11,5 | 9,9  | 7,8  | 9,0  | 11,0 | 12,6 | 10,9 | 134    |
| Średnie usłonecznienie [h]                                                                                                | 236  | 200  | 211  | 186  | 177  | 183  | 198  | 239  | 234  | 242  | 246  | 239  | 2598   |
| Źródło: Bureau of Meteorology (liczba dni z opadami dla wartości 0,1 mm, wysokość 39 m n.p.m., 7 km od oceanu, 1991–2020) |      |      |      |      |      |      |      |      |      |      |      |      |        |

| Miesiąc | Sty  | Lut  | Mar  | Kwi  | Maj  | Cze  | Lip  | Sie  | Wrz  | Paź  | Lis  | Gru  | Roczna |
| --- | ---- | ---- | ---- | ---- | ---- | ---- | ---- | ---- | ---- | ---- | ---- | ---- | ------ |
| Średnie temperatury w dzień [°C]                                                                                         | 27,7 | 27,1 | 25,8 | 23,3 | 20,6 | 18,1 | 17,7 | 19,1 | 21,6 | 23,6 | 24,6 | 26,4 | 23,0   |
| Średnie dobowe temperatury [°C]                                                                                          | 23,9 | 23,5 | 22,2 | 19,3 | 16,4 | 14,0 | 13,1 | 14,2 | 16,8 | 19,0 | 20,6 | 22,4 | 18,8   |
| Średnie temperatury w nocy [°C]                                                                                          | 20,0 | 19,9 | 18,5 | 15,2 | 12,1 | 9,8  | 8,5  | 9,3  | 11,9 | 14,4 | 16,5 | 18,4 | 14,5   |
| Opady [mm] | 80,7 | 117  | 96,3 | 96,0 | 89,3 | 126  | 69,5 | 63,3 | 59,0 | 55,5 | 72,3 | 67,1 | 994    |
| Średnia liczba dni z opadami                                                                                             | 11,2 | 11,9 | 13,1 | 10,5 | 10,0 | 11,1 | 9,3  | 7,4  | 8,5  | 10,2 | 11,5 | 10,5 | 125    |
| Średnie usłonecznienie [h]                                                                                               | 233  | 205  | 211  | 213  | 205  | 171  | 208  | 248  | 243  | 245  | 222  | 236  | 2635   |
| Źródło: Bureau of Meteorology (liczba dni z opadami dla wartości 0,1 mm, wysokość 6 m n.p.m., 7 km od oceanu, 1991–2020) |      |      |      |      |      |      |      |      |      |      |      |      |        |

| Miesiąc | Sty  | Lut  | Mar  | Kwi  | Maj  | Cze  | Lip  | Sie  | Wrz  | Paź  | Lis  | Gru  | Roczna |
| --- | ---- | ---- | ---- | ---- | ---- | ---- | ---- | ---- | ---- | ---- | ---- | ---- | ------ |
| Średnie temperatury w dzień [°C]                                                                                           | 29,1 | 28,3 | 26,5 | 23,9 | 20,9 | 18,2 | 17,8 | 19,5 | 22,3 | 24,5 | 25,8 | 27,7 | 23,7   |
| Średnie dobowe temperatury [°C]                                                                                            | 23,5 | 23,0 | 21,2 | 18,3 | 15,3 | 12,9 | 12,1 | 13,2 | 15,9 | 18,3 | 20,1 | 22,1 | 18,0   |
| Średnie temperatury w nocy [°C]                                                                                            | 17,9 | 17,7 | 15,9 | 12,6 | 9,6  | 7,5  | 6,3  | 6,9  | 9,4  | 12,0 | 14,3 | 16,4 | 12,2   |
| Opady [mm] | 89,9 | 130  | 99,1 | 78,3 | 61,3 | 99,0 | 48,0 | 47,4 | 48,5 | 60,3 | 82,0 | 78,5 | 921    |
| Średnia liczba dni z opadami                                                                                               | 12,2 | 12,3 | 13,7 | 9,7  | 9,1  | 11,3 | 9,0  | 7,6  | 8,2  | 9,7  | 11,8 | 11,1 | 126    |
| Źródło: Bureau of Meteorology (liczba dni z opadami dla wartości 0,1 mm, wysokość 55 m n.p.m., 25 km od oceanu, 1991–2020) |      |      |      |      |      |      |      |      |      |      |      |      |        |

| Miesiąc | Sty  | Lut  | Mar  | Kwi  | Maj  | Cze  | Lip  | Sie  | Wrz  | Paź  | Lis  | Gru  | Roczna |
| --- | ---- | ---- | ---- | ---- | ---- | ---- | ---- | ---- | ---- | ---- | ---- | ---- | ------ |
| Średnie temperatury w dzień [°C]                                                                                           | 28,2 | 28,4 | 26,8 | 24,1 | 20,4 | 17,6 | 17,1 | 18,7 | 21,4 | 23,5 | 25,8 | 27,9 | 23,3   |
| Średnie dobowe temperatury [°C]                                                                                            | 22,5 | 22,7 | 20,9 | 17,7 | 14,0 | 11,4 | 10,2 | 11,6 | 14,2 | 17,0 | 19,2 | 21,5 | 16,9   |
| Średnie temperatury w nocy [°C]                                                                                            | 16,7 | 16,9 | 15,0 | 11,2 | 7,6  | 5,2  | 3,2  | 4,5  | 7,0  | 10,4 | 12,6 | 15,1 | 10,4   |
| Opady [mm] | 90,6 | 78,6 | 101  | 62,6 | 60,2 | 81,6 | 33,7 | 50,4 | 40,7 | 74,3 | 84,3 | 70,5 | 824    |
| Średnia liczba dni z opadami                                                                                               | 10,8 | 10,4 | 10,5 | 7,4  | 7,9  | 8,6  | 6,2  | 7,8  | 7,9  | 10,5 | 9,6  | 9,0  | 107    |
| Źródło: Bureau of Meteorology (liczba dni z opadami dla wartości 0,1 mm, wysokość 75 m n.p.m., 25 km od oceanu, 1961–1984) |      |      |      |      |      |      |      |      |      |      |      |      |        |

| Miesiąc | Sty  | Lut  | Mar  | Kwi  | Maj  | Cze  | Lip  | Sie  | Wrz  | Paź  | Lis  | Gru  | Roczna |
| --- | ---- | ---- | ---- | ---- | ---- | ---- | ---- | ---- | ---- | ---- | ---- | ---- | ------ |
| Średnie temperatury w dzień [°C]                                                                                           | 27,0 | 26,0 | 24,8 | 22,3 | 19,6 | 16,4 | 16,3 | 17,8 | 20,7 | 22,7 | 24,1 | 25,7 | 22,0   |
| Średnie dobowe temperatury [°C]                                                                                            | 22,8 | 22,1 | 20,9 | 18,2 | 15,2 | 12,7 | 12,0 | 13,1 | 15,9 | 18,0 | 19,7 | 21,2 | 17,7   |
| Średnie temperatury w nocy [°C]                                                                                            | 18,5 | 18,2 | 16,9 | 14,0 | 10,7 | 8,9  | 7,7  | 8,3  | 11,1 | 13,2 | 15,3 | 13,7 | 13,3   |
| Opady [mm] | 94   | 126  | 148  | 111  | 48   | 143  | 53   | 56   | 62   | 79   | 98   | 79   | 1077   |
| Średnia liczba dni z opadami                                                                                               | 13,9 | 13,7 | 14,6 | 13,1 | 7,6  | 14,1 | 9,9  | 8,5  | 9,4  | 11,7 | 12,3 | 11,3 | 140    |
| Źródło: Bureau of Meteorology (liczba dni z opadami dla wartości 0,1 mm, wysokość 199 m n.p.m., 8 km od oceanu, 2004–2020) |      |      |      |      |      |      |      |      |      |      |      |      |        |

| Miesiąc | Sty  | Lut  | Mar  | Kwi  | Maj  | Cze  | Lip  | Sie  | Wrz  | Paź  | Lis  | Gru  | Roczna |
| --- | ---- | ---- | ---- | ---- | ---- | ---- | ---- | ---- | ---- | ---- | ---- | ---- | ------ |
| Średnie temperatury w dzień [°C] | 27,7 | 27,2 | 26,4 | 23,6 | 19,9 | 16,7 | 16,6 | 17,8 | 20,6 | 23,3 | 25,0 | 27,5 | 22,7   |
| Średnie dobowe temperatury [°C] | 22,1 | 21,9 | 20,7 | 17,8 | 14,3 | 11,8 | 11,0 | 12,2 | 14,5 | 17,4 | 19,0 | 21,3 | 17,0   |
| Średnie temperatury w nocy [°C] | 16,4 | 16,5 | 15,0 | 12,0 | 8,7  | 6,8  | 5,3  | 6,5  | 8,3  | 11,4 | 13,0 | 15,1 | 11,2   |
| Opady [mm] | 86   | 129  | 92   | 79   | 69   | 81   | 44   | 51   | 48   | 59   | 83   | 90   | 912    |
| Średnia liczba dni z opadami | 8,9  | 9,2  | 9,4  | 7,8  | 7,1  | 8,4  | 6,9  | 5,3  | 6,0  | 7,1  | 9,5  | 8,4  | 94     |
| Źródło: Bureau of Meteorology (liczba dni z opadami dla wartości 0,1 mm, wysokość 170 m n.p.m., 30 km od oceanu, 1965–75 / 1991–2016) |      |      |      |      |      |      |      |      |      |      |      |      |        |

| Miesiąc | Sty  | Lut  | Mar  | Kwi  | Maj  | Cze  | Lip  | Sie  | Wrz  | Paź  | Lis  | Gru  | Roczna |
| --- | ---- | ---- | ---- | ---- | ---- | ---- | ---- | ---- | ---- | ---- | ---- | ---- | ------ |
| Średnie temperatury w dzień [°C]                                                                                           | 30,4 | 29,3 | 27,1 | 24,2 | 20,9 | 18,0 | 17,7 | 19,8 | 22,9 | 25,3 | 27,1 | 28,9 | 24,3   |
| Średnie dobowe temperatury [°C]                                                                                            | 24,2 | 23,5 | 21,5 | 18,0 | 14,2 | 11,7 | 10,6 | 12,1 | 15,5 | 18,3 | 20,7 | 22,6 | 17,7   |
| Średnie temperatury w nocy [°C]                                                                                            | 17,9 | 17,7 | 15,8 | 11,7 | 7,5  | 5,3  | 3,5  | 4,4  | 8,0  | 11,2 | 14,2 | 16,2 | 11,1   |
| Opady [mm] | 83   | 110  | 80   | 55   | 43   | 56   | 28   | 32   | 43   | 50   | 77   | 70   | 728    |
| Średnia liczba dni z opadami                                                                                               | 11,8 | 11,4 | 11,9 | 9,8  | 9,6  | 10,0 | 8,1  | 6,3  | 7,5  | 9,1  | 11,7 | 11,1 | 118    |
| Źródło: Bureau of Meteorology (liczba dni z opadami dla wartości 0,1 mm, wysokość 19 m n.p.m., 50 km od oceanu, 1995–2019) |      |      |      |      |      |      |      |      |      |      |      |      |        |

| Sty  | Lut  | Mar  | Kwi  | Maj  | Cze  | Lip  | Sie  | Wrz  | Paź  | Lis  | Gru  | Rok |
| ---- | ---- | ---- | ---- | ---- | ---- | ---- | ---- | ---- | ---- | ---- | ---- | --- |
| 23,3 | 23,7 | 23,4 | 22,7 | 20,7 | 19,3 | 19,1 | 18,8 | 18,5 | 19,2 | 20,6 | 21,9 | 21  |

## Historia

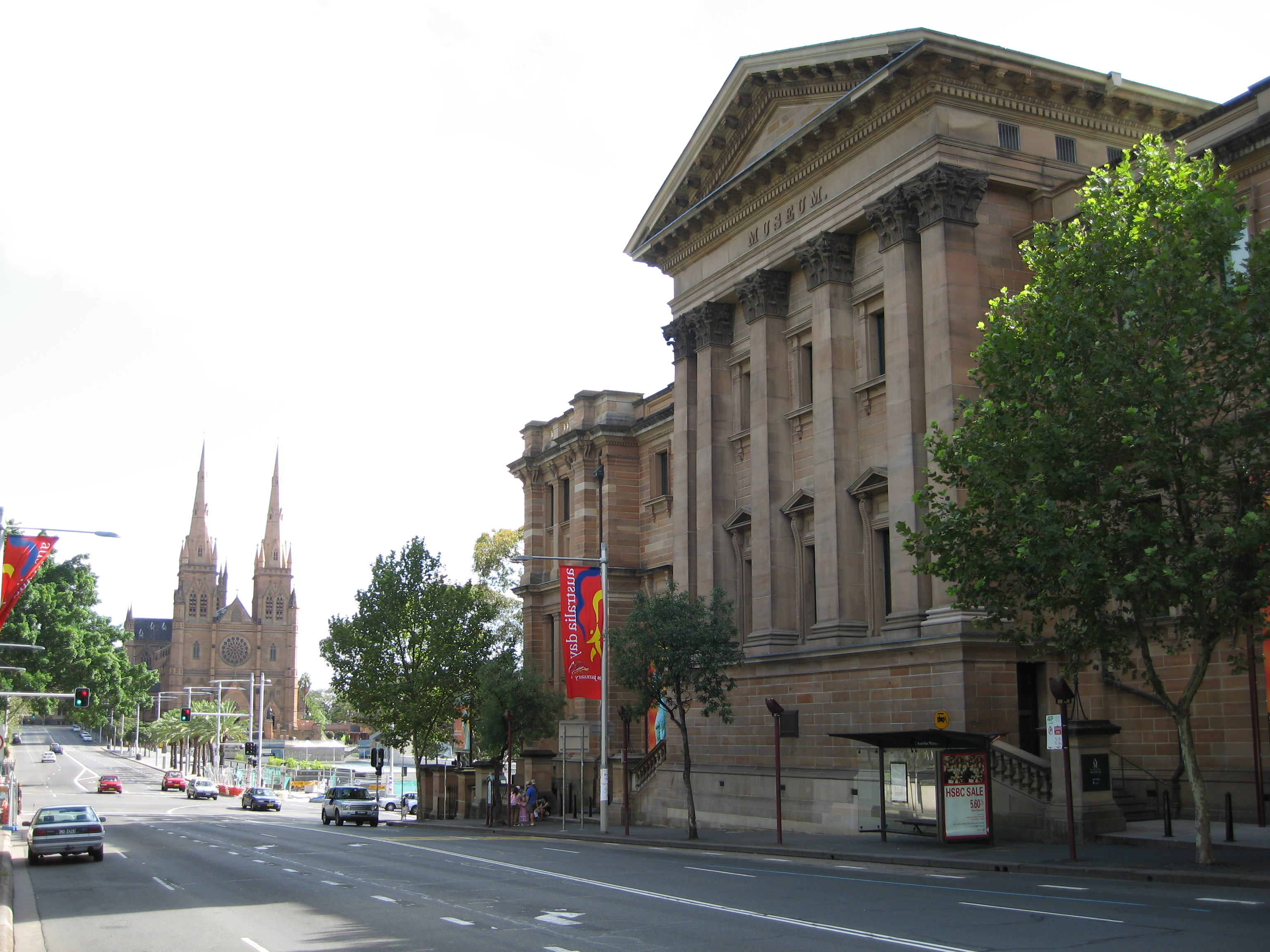
Muzeum Australii

Szacuje się, że pierwsze siedliska Aborygenów na terenie dzisiejszego Sydney zostały założone około 40 tysięcy lat temu. Wejście do Port Jackson po raz pierwszy zaznaczył na mapie James Cook 29 kwietnia 1770. 18 stycznia 1788 r. kapitan Arthur Phillip przybył z wyprawą nazwaną w późniejszym czasie „First Fleet” (Pierwsza Flota) do Botany Bay na południu Port Jackson. W trakcie swojej trzydniowej ekspedycji rozpoznawczej odkrył najpierw Manly Cove, a dzień później, po drugiej stronie Port Jackson, inną zatokę, którą nazwał (na cześć ówczesnego brytyjskiego ministra spraw wewnętrznych Thomasa Townshenda Sydney) Sydney Cove. 26 stycznia 1788 Phillip uznał właśnie to miejsce za odpowiednie na zwinięcie żagli i wzniósł w pobliżu dzisiejszego Circular Quay flagę Wielkiej Brytanii. Od tamtej pory 26 stycznia jest w Australii świętem narodowym.
W latach początkowych Sydney było kolonią karną, przeżyło też kilkakrotnie „gorączkę złota”, po raz pierwszy w 1851 r.

### Najważniejsze daty
- 1788: pierwsza osada europejska
- 1842: nadanie Sydney praw miejskich
- 1855: linia kolejowa łącząca Sydney z Parramatta
- 1870: wystawa kolonialna/targi kolonialne
- 1879: targi międzynarodowe w Sydney
- 1901: deklaracja Związku Australijskiego zadeklarowana w Sydney (1 stycznia).
- 1932: oddanie do użytku mostu (ang. Sydney Harbour Bridge)
- 1942: II wojna światowa: atak japońskich miniaturowych okrętów podwodnych na port w Sydney
- 1973: zakończenie budowy gmachu opery (ang. Sydney Opera House)
- 2000: XXVII Letnie Igrzyska Olimpijskie, trwały od 15 września do 1 października
- 2008: XXIII Światowe Dni Młodzieży, trwały od 14 lipca do 20 lipca

## Demografia
Sydney jest bardzo szybko rozwijającym się miastem. Pod koniec lat 50. XX wieku populacja przekroczyła 2 mln mieszkańców, w latach 70. XX wieku populacja przekroczyła 3 mln mieszkańców, natomiast 2016 roku populacja miasta przekroczyła już 5 milionów mieszkańców.

## Gospodarka
Sydney jest centrum przemysłowym, handlowym, finansowym i transportowym. Wiele największych firm krajowych, takich jak News Corporation, ma tu swoje siedziby. Sydneyska giełda Australian Securities Exchange jest największą w Australii. International Convention Centre Sydney jest głównym centrum konferencyjnym i kongresowym w Sydney.
Przeważa przemysł samochodowy, elektroniczny, maszynowy i spożywczy. Port w Sydney posiada nowoczesne urządzenia do obsługi statków kontenerowych, dlatego większość handlu zagranicznego Australii obsługiwana jest tutaj. Mięso, zboże i wełna są podstawowymi produktami eksportowymi.
W Sydney jest zarejestrowanych 480 910 z 2,1 mln firm w Australii. Pojazdów silnikowych jest zarejestrowanych 3 143 643. Średnia cena sprzedaży domu w Sydney wynosi $725,000. Średnia dochodów rocznych (z wyłączeniem emerytur i świadczeń rządowych) wynosi w Sydney $47 281.
W Sydney odbyło się kilka wystaw światowych: Sydney Intercolonial Exhibition 1870, Metropolitan Intercolonial Exhibition 1873 i Sydney International Exhibition 1879, a także Światowe Dni Młodzieży 2008 (wraz z podróżą apostolską Benedykta XVI do Sydney), APEC Australia 2007, EB Games Expo 2016 i inne. Co roku odbywa się tu Sydney International Piano Competition, Biennale of Sydney, Oz Comic Con, Defqon.1, Field Day (festiwal), Granny Smith Festival, Nickelodeon Slimefest, Sydney Festival, Festiwal Filmowy w Sydney, Tropfest, Sydney Royal Easter Show, Vivid Sydney.
W 2017 roku Sydney było 53 najczęściej odwiedzanym miastem na świecie i najczęściej odwiedzanym w Australii i Oceanii z 3,86 miliona turystów w ciągu roku.
W 2018 roku zostało zakwalifikowane na 9 miejscu wśród centrów finansowych świata, natomiast w 2024 jako szóste najbardziej luksusowe miasto na świecie.
Sydney jest najwyżej notowanym australijskim miastem o znaczeniu globalnym, według wszystkich niezależnych rankingów. W rankingu Globalization and World Cities Research Network 2018 jest oznaczone jako metropolia pierwszej kategorii Alpha+ (7. miejsce na świecie). W rankingu Global City Competitiveness Index 2012 opracowanym przez The Economist, Sydney uplasowało się na 15 miejscu. W rankingu Global Cities Index and Emerging Cities Outlook 2012, opracowanym przez A.T. Kearney, znalazło się na 12 miejscu na świecie. Sydney jako jedyne australijskie miasto było notowane w rankingu Global Power City Index 2018, znajdując się na 10 miejscu na świecie, oraz 14 miejscu w rankingu World’s Most Economically Powerful City 2015 opracowanym przez The Atlantic Monthly.
Australia zajmuje drugie miejsce na świecie, jeśli chodzi o jakość życia. Sydney jest również wysoko notowane w rankingach dotyczących miast na świecie. W rankingu Mercer’s 2019 Quality of Living Rankings opracowanym przez Mercer, znajduje się na 11 pozycji na świecie. W rankingu Quality of Life Survey 2019 opracowanym przez Monocle, znajduje się na 13 miejscu na świecie. W rankingu Global Liveability Report 2019 opracowanym przez The Economist, zajmuje 3. miejsce na świecie, natomiast w rankingu World’s Best Cities to Live in 2017 opracowanym przez Global Finance, Sydney zajęło 8. miejsce. Także, w rankingu Deutsche Bank w 2019, Sydney zajęło 10. miejsce, a w rankingu InterNations Expat City Ranking 2019, zajęło 16. miejsce na świecie.
Produkt miejski brutto Sydney – według danych SGS Economics and Planning – generuje 32,9%, czyli 1/3 produktu krajowego brutto Australii. Produkt miejski brutto na osobę w Sydney jest większy o 31 300 dolarów australijskich od pozostałej części stanu Nowa Południowa Walia.
W rankingu wysokości zarobków, Sydney zajęło w 2019 roku 6. miejsce na świecie z zarobkami w wysokości 3599 dolarów USD miesięcznie.

## Transport

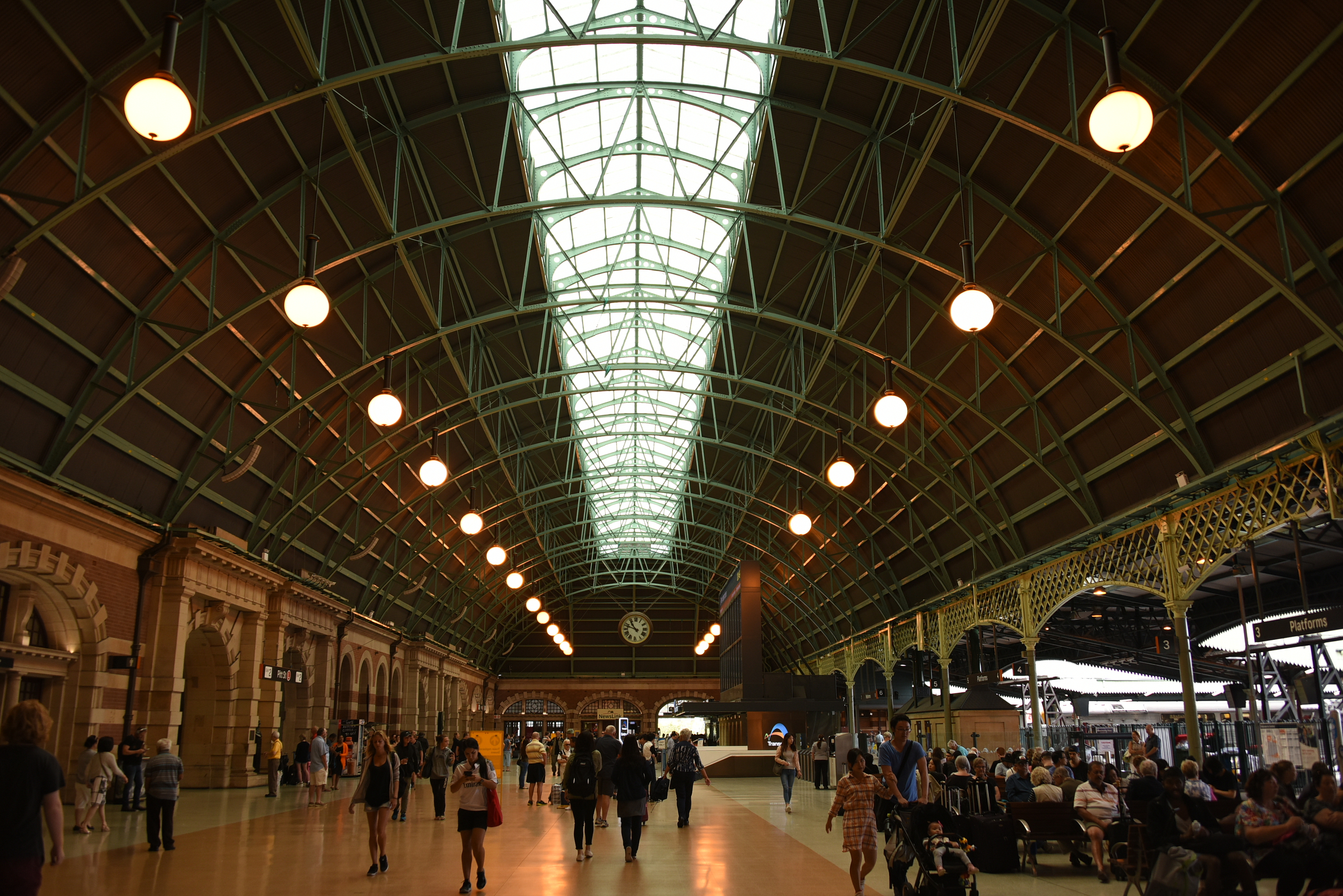
Sydney Central

Transport lotniczy obsługiwany jest przez port lotniczy Sydney, największe międzynarodowe lotnisko w Australii, które obsłużyło ponad 44,4 miliona pasażerów w 2019 roku. Na zachodzie Sydney budowane jest drugie lotnisko – Port lotniczy Western Sydney, które ma przejąć część ruchu z głównego portu lotniczego.
Głównym dworcem kolejowym jest Sydney Central. Sydney przecina kilka tras/linii kolejowych takich jak:
- Indian Pacific (wzdłuż południowego wybrzeża Australii, od Perth, poprzez Kalgoorlie i Adelaide)
- Great Southern(inne języki) (od Adelaide do Brisbane, w połowie drogi przecina zachodnie przedmieścia Sydney)
- Main Western(inne języki) (linia kolejowa od Sydney do Bourke)
- New South Wales XPT(inne języki) (pociąg pasażerski dużych prędkości)

Publiczny transport zbiorowy obejmuje m.in. tramwaje, autobusy oraz dwa typy kolei: lekka kolej i Sydney Trains. W budowie jest również metro.
Od Sydney rozpoczynają się trzy międzystanowe autostrady: Pacific Highway, Princes Highway i Hume Highway oraz szereg krótszych autostrad.

## Kultura i zabytki

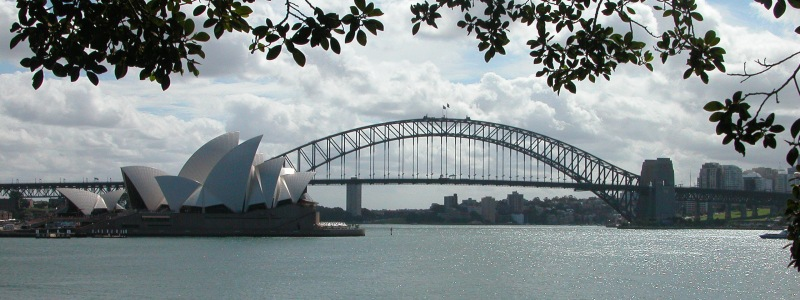
Sydney, widok na gmach opery, Sydney Harbour Bridge i zatokę

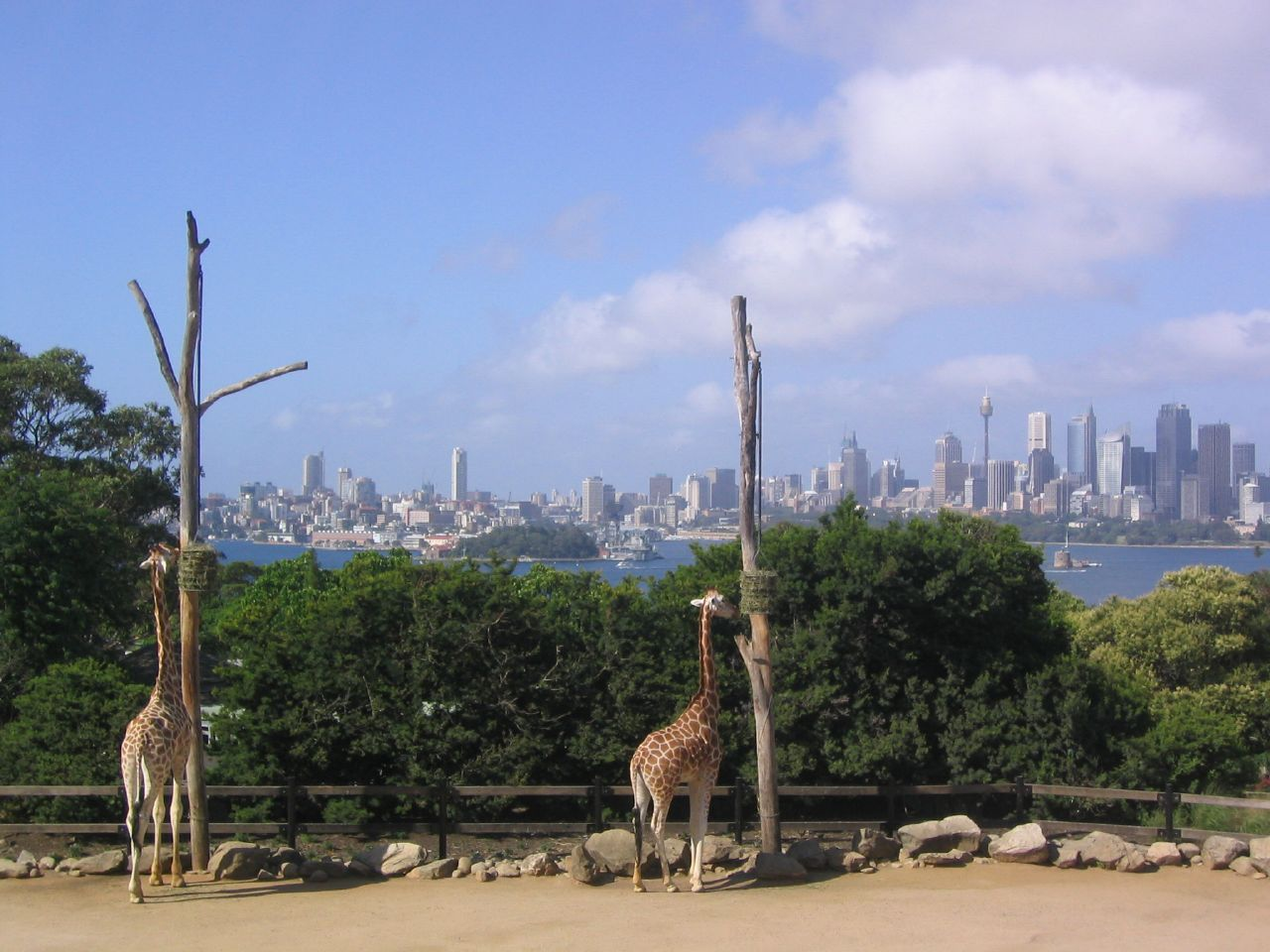
Żyrafy w Taronga Zoo

Zabudowania przy George Street w Sydney

Centrum Sydney jest stosunkowo niewielkie i można je zwiedzać piechotą. Oprócz Sydney Opera House i Harbour Bridge warto jest zwiedzić starówkę „The Rocks” ze starymi magazynami przy zatoce „Sydney Cove”. Bezpośrednio przy Circular Quay, centralnym dworcu autobusowym i kolejowym, znajduje się ogród botaniczny, z którym graniczą muzea, m.in. Muzeum Sztuki Współczesnej zwane MCA.
W centrum komercyjnym (Cenral Business District) dominują drapacze chmur. Najwyższy budynek Sydney, „Sydney Tower”, posiada platformę widokową, z której można oglądać panoramę całego miasta.
Centrum rozrywkowym jest tak zwane „Darling Harbour”. Jest to obszar wokół portu, w którym znajduje się wiele restauracji, kawiarni, IMAX-Kino, chiński ogród, a także akwarium morskie, w którym znajdują się między innymi płaszczki i rekiny. Bezpośrednio przy akwarium znajduje się również małe zoo, gdzie można zobaczyć kangury i „niedźwiadki” koala.
We wschodniej części miasta znajduje się utrzymana w wiktoriańskim stylu dzielnica Paddington, w pobliżu której znajduje się centrum frywolnych rozrywek „Kings Cross”, jak również Taronga Zoo – jeden z najpiękniejszych ogrodów zoologicznych na świecie.
Plaża Bondi w Sydney została zakwalifikowana przez National Geographic na 8 miejscu wśród najlepszych plaż miejskich na świecie oraz na 44 miejscu w rankingu CNN. Plaża Gordon’s Bay była notowana wśród 50 najlepszych plaż świata w rankingu delicious.com. Natomiast plaże: Garie Beach, Bondi oraz Lady Bay były notowane wśród 100 najlepszych plaż świata w rankingu worldbeachguide.
Sydney jest jednym z Miast Filmu UNESCO w ramach projektu Sieci Miast Kreatywnych UNESCO.

### Sydney Opera House
Głównym symbolem Sydney jest zaplanowana i wybudowana przez Jørna Utzona Opera, nazwana później Opera House. Na jej scenie występuje wiele światowych gwiazd, np. Barbra Streisand, Céline Dion, Luciano Pavarotti, Helena Vondráčková. Jest wpisana na listę światowego dziedzictwa UNESCO.

### Sydney Harbour Bridge
Most Sydney Harbour Bridge o rozpiętości 495,6 metrów został oddany do użytku 18 marca 1932. Jest on jednym z największych mostów łukowych na świecie, ze względu na formę otrzymał przezwisko „wieszak” (coat hanger). Przedsiębiorstwo BridgeClimb organizuje zabezpieczone wejścia na szczyt łuku, które cieszą się dużą popularnością wśród turystów.

Po lewej opera, pośrodku centrum biznesowe, po prawej most Harbour z północnego wybrzeża przedmieścia Kirribilli

### Royal Botanic Garden
W Sydney znajduje się najstarszy na kontynencie Ogród Botaniczny – Królewski Ogród Botaniczny w Sydney, założony pod koniec XVIII wieku przez grupę brytyjskich kolonistów. Ogród w 2016 roku obchodził swoje 200. urodziny.

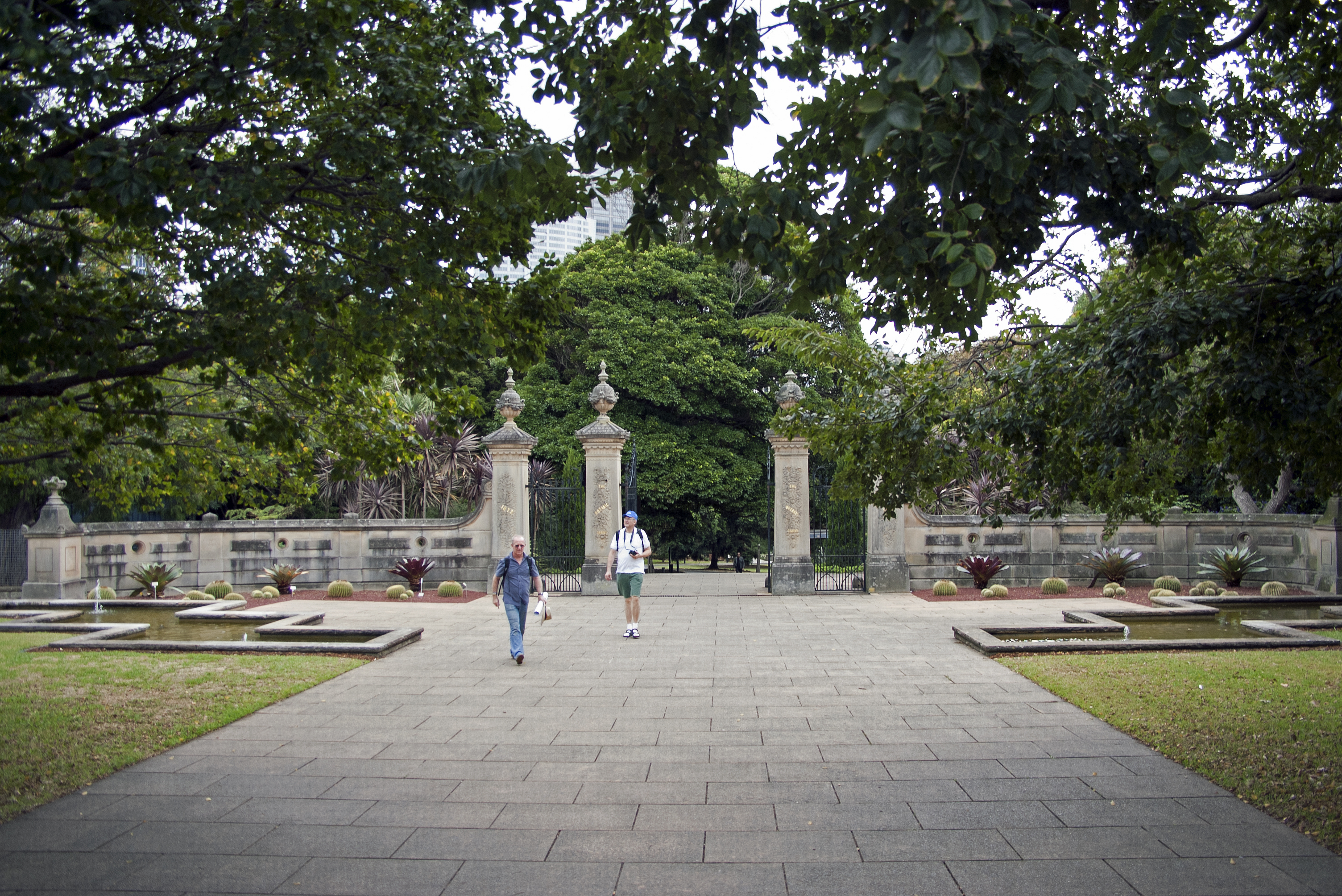
Bramy Ogrodu Botanicznego od strony Galerii Sztuki

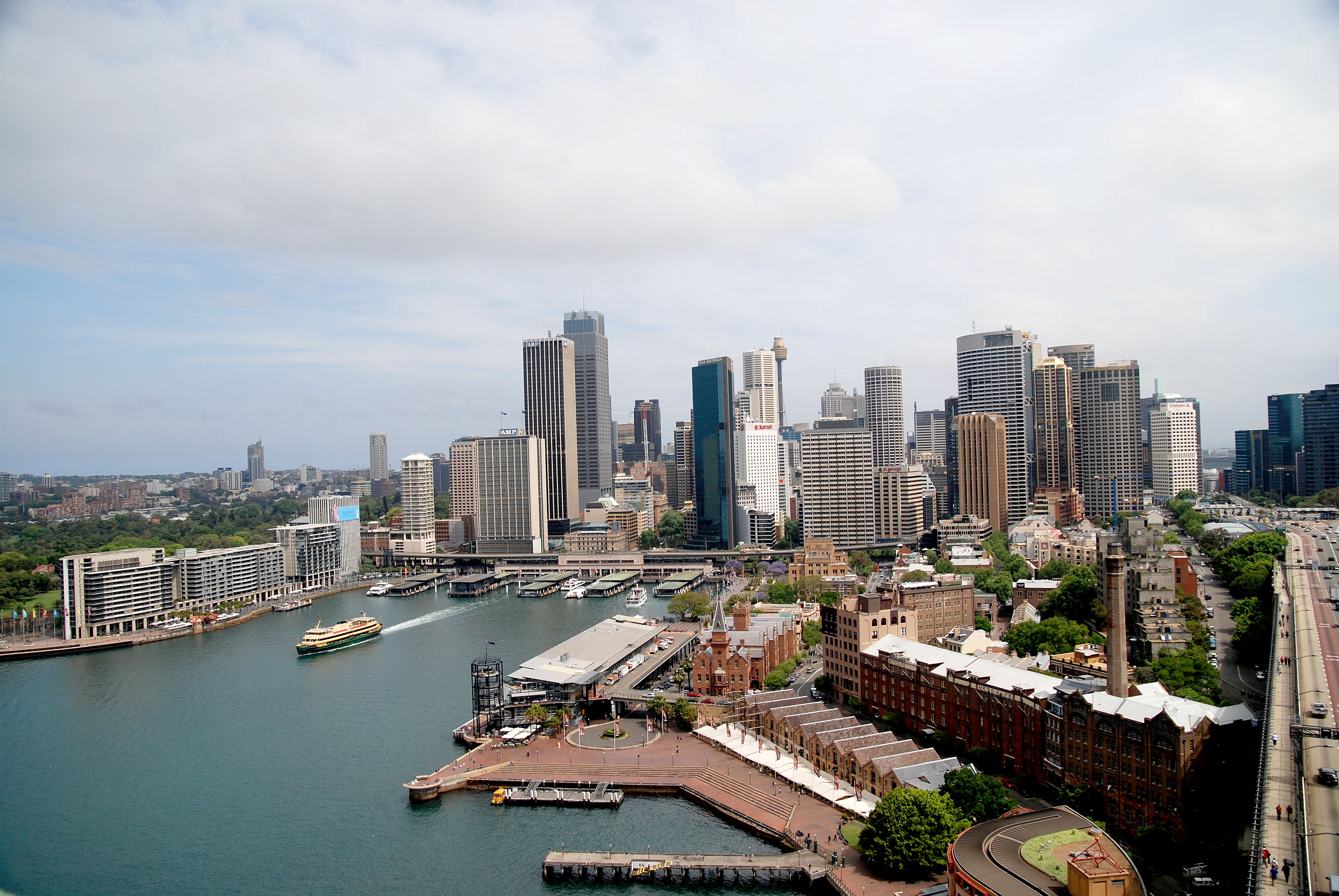
Central Business District (CBD) Sydney, widok z Harbour Bridge

### Sydney Tower
Panoramę miasta można podziwiać z platformy widokowej lub z dwóch kręcących się restauracji. Zasadniczo widoki można podziwiać tylko przez szybę, a wejście na wieżę poprzedzają szczegółowe kontrole bezpieczeństwa. Za dodatkową opłatą można jednak wspiąć się na sam szczyt konstrukcji przy zachowaniu odpowiednich środków ostrożności.

### Australijskie miejsca zesłańców
Australijskie miejsca zesłańców (Australian Convict Sites). W rejonie Sydney znajdują się m.in.: Cockatoo Island, Hyde Park Barracks i Old Government House. Wpisane są na listę światowego dziedzictwa UNESCO.

### Góry Błękitne
Za zachodnimi obrzeżami aglomeracji Sydney znajduje się jeden z popularniejszych symboli Australii. Nazwa Góry Błękitne (ang. Blue Mountains) pochodzi od parującego olejku eukaliptusowego, który tworzy często błękitną mgiełkę nad górami. Najwyższym szczytem górskim jest One Tree Hill, a najbardziej znaną formacją górską Three Sisters w pobliżu miasteczka Katoomba. Wpisane są na listę światowego dziedzictwa UNESCO.
Lokalne firmy turystyczne organizują jednodniowe wycieczki pozwalające na zwiedzenie kilku najbardziej widokowych miejsc w Górach Błękitnych.

### Inne
W Sydney znajduje się kościół św. Filipa należący do najstarszej anglikańskiej parafii w Australii. Do atrakcji na obrzeżach Sydney należą m.in. Royal National Park i znajdujące się w nim klify z piaskowca Wedding Cake Rock. W mieście znajduje się m.in. Sea Life Sydney Aquarium. W dawnym obserwatorium astronomicznym mieści się aktualnie placówka muzealna i edukacyjna.

## Sport
Najpopularniejszą dyscypliną sportu w mieście jest rugby 13-osobowe, a swoje siedziby w Sydney posiada większość drużyn ogólnonarodowej ligi NRL. Tradycyjnie bardzo popularne jest rugby 15-osobowe i krykiet. W ostatnich latach na znaczeniu przybiera futbol australijski i jego jedyny reprezentant w lidze AFL – Sydney Swans. W 2012 roku do AFL dołączyła druga drużyna, co ma doprowadzić ten sport na pierwsze miejsce pod względem zainteresowania w Sydney. W 2000 roku odbyły się tu Igrzyska Olimpijskie.

### Obiekty sportowe
Największymi stadionami sportowymi są:
- Stadium Australia, pojemność 83 000 osób
- Sydney Cricket Ground, pojemność 48 000 osób[58]
- Sydney Showground Stadium(inne języki), pojemność 45 000 osób[59]
- Allianz Stadium, pojemność 45 000 osób
- Western Sydney Stadium, pojemność 30 000 osób[60]
- Henson Park(inne języki), pojemność 30 000 osób
- Brookvale Oval(inne języki), pojemność 23 000 osób
- Endeavour Field(inne języki), pojemność 22 000 osób
- Jubilee Oval(inne języki), pojemność 20 500 osób
- Belmore Sports Ground(inne języki), pojemność 20 000 osób
- Campbelltown Stadium, pojemność 20 000 osób
- Leichhardt Oval(inne języki), pojemność 20 000 osób
- Sydney United Sports Centre(inne języki), pojemność 12 000 osób
- St George Stadium(inne języki), pojemność 12 000 osób
- Blacktown ISP Oval(inne języki) i Bankstown Oval(inne języki) (w Blacktown International Sportspark), pojemność 10 000 i 8000 osób

oraz duża liczba mniejszych.
Największą halą sportową jest Sydney Super Dome. Inna halą jest Sydney Olympic Park Sports Centre o pojemności ok. 5000 widzów.
Znajduje się tu tor wyścigowy Sydney Motorsport Park. W mieście funkcjonuje Australian Golf Club powstały w 1882 roku oraz Royal Sydney Golf Club powstały w 1893 roku. Konne tory wyścigowe: Canterbury Park Racecourse, Randwick Racecourse, Rosehill Gardens Racecourse, Warwick Farm Racecourse. Dunc Gray Velodrome to welodrom. Sydney International Aquatic Centre to centrum pływackie.

### Kluby sportowe
- Sydney Blue Sox(inne języki), klub baseballowy
- Sydney Swans, klub futbolu australijskiego
- Greater Western Sydney Giants(inne języki), klub futbolu australijskiego
- Sydney Bears(inne języki), klub hokejowy
- Sydney Ice Dogs(inne języki), klub hokejowy
- Sydney Sixers, klub krykietowy
- Sydney Thunder, klub krykietowy
- New South Wales cricket team(inne języki), klub krykietowy
- Sydney Kings(inne języki), klub koszykarski
- New South Wales Waratahs, klub Super Rugby
- Canterbury-Bankstown Bulldogs(inne języki), klub rugby league
- Cronulla-Sutherland Sharks(inne języki), klub rugby league
- Manly Warringah Sea Eagles(inne języki), klub rugby league
- Parramatta Eels(inne języki), klub rugby league
- Penrith Panthers(inne języki), klub rugby league
- St. George Illawarra Dragons(inne języki), klub rugby league
- South Sydney Rabbitohs(inne języki), klub rugby league
- Sydney Roosters(inne języki), klub rugby league
- Wests Tigers(inne języki), klub rugby league
- New South Wales Swifts(inne języki), klub netballowy

#### Piłka nożna
Na Stadion Australia swoje mecze rozgrywa piłkarska reprezentacja.
Kluby profesionalne:
- Sydney FC – występuje w A-League, pięciokrotny Mistrz Australii (2006, 2010, 2017, 2019, 2020 – rekord); zdobywca Pucharu Australii w 2017 roku, zwycięzca Oceanicznej Ligi Mistrzów w 2005 roku.
- Western Sydney Wanderers FC – występuje w A-League, jednokrotny Mistrz Australii (2013), zwycięzca Azjatyckiej Ligi Mistrzów w 2014.

Ważniejsze kluby półprofesionalne i amatorskie:
- Sydney City – występuje w NSW Conference League South(inne języki), czterokrotny Mistrz Australii (1977, 1980, 1981, 1982), trzykrotny zdobywca Pucharu Australii (2x Australia Cup: 1965, 1968; 1x NSL Cup: 1986)
- Sydney Olympic – występuje w New South Wales Premier League, dwukrotny Mistrz Australii (1990, 2002), dwukrotny zdobywca Pucharu Australii (1983, 1985).
- Sydney United – występuje w New South Wales Premier League, jednokrotny zdobywca Pucharu Australii (1987)
- APIA Leichhardt Tigers FC, jednokrotny Mistrz Australii (1987), trzykrotny zdobywca Pucharu Australii (1x Australia Cup: 1966; 2x NSL Cup: 1982, 1986)
- St George FC, jednokrotny Mistrz Australii (1983)
- Marconi Stallions FC, czterokrotny Mistrz Australii (1979, 1988, 1989, 1993).
- Parramatta FC, dwukrotny zdobywca Pucharu Australii (1991, 1994)

### Imprezy sportowe
W 2000 roku odbyły się tu Igrzyska Olimpijskie.
W 2002 na Stadium Australia odbyła się jedyna runda żużlowego Grand Prix Australii.
Na początku każdego roku odbywa się tutaj Sydney International, który jest głównym sprawdzianem przed wielkoszlemowym Melbourne. Co roku odbywają się tu regaty Sydney-Hobart.
W 2016 roku Sydney zostało ogłoszone organizatorem Invictus Games, a w 2018 odbyły się zawody na obiektach sportowych zbudowanych na potrzeby Igrzysk Wspólnoty Narodów.

## Polonia
Sydney zamieszkuje ponad 12,5 tys. australijskiej Polonii. W 1949 w dzielnicy Chulora powstała pierwsza polska drużyna piłki nożnej. 24 września 1950 roku założono polską organizację „Polonia Soccer Club in Sydney”. Dla wiernych kościoła rzymskokatolickiego odbywają się msze w języku polskim. Odbywają się również spotkania religijne innych wyznań (m.in. Świadków Jehowy).
W mieście znajduje się polski Konsulat Generalny.

## Urodzeni w Sydney
- Iggy Azalea, piosenkarka, raperka
- Claudia Black, aktorka
- Bryan Brown, aktor
- Rose Byrne, aktorka
- Toni Collette, aktorka[65]
- Jai Courtney, aktor
- Joel Edgerton, aktor
- Natalie Imbruglia, piosenkarka
- Hugh Jackman, aktor
- Miranda Kerr, modelka
- Julian McMahon, aktor
- Elle Macpherson, modelka
- Poppy Montgomery, aktorka
- Alex Proyas, reżyser i producent
- Yvonne Strahovski, aktorka
- Jack Thompson, aktor
- Peter Weir, reżyser
- David Wenham, aktor
- Rebel Wilson, aktorka

Z Sydney pochodzą grupy muzyczne: AC/DC, Easybeats, INXS, Midnight Oil, Wolfmother, 5 Seconds of Summer i inne. Ponadto w mieście przez wiele lat mieszkali bądź mieszkają: Mel Gibson, Russell Crowe, Dolph Lundgren, Nicole Kidman, Naomi Watts, Paul Hogan.